# Nowy Targ (stacja kolejowa)
Nowy Targ – stacja kolejowa w Nowym Targu w województwie małopolskim.

## Ruch pasażerski
| Rok  | Wymiana pasażerska na dobę |
| ---- | -------------------------- |
| 2017 | 100–149                    |
| 2022 | 500–999                    |
| 2023 | 500–699                    |

## Historia

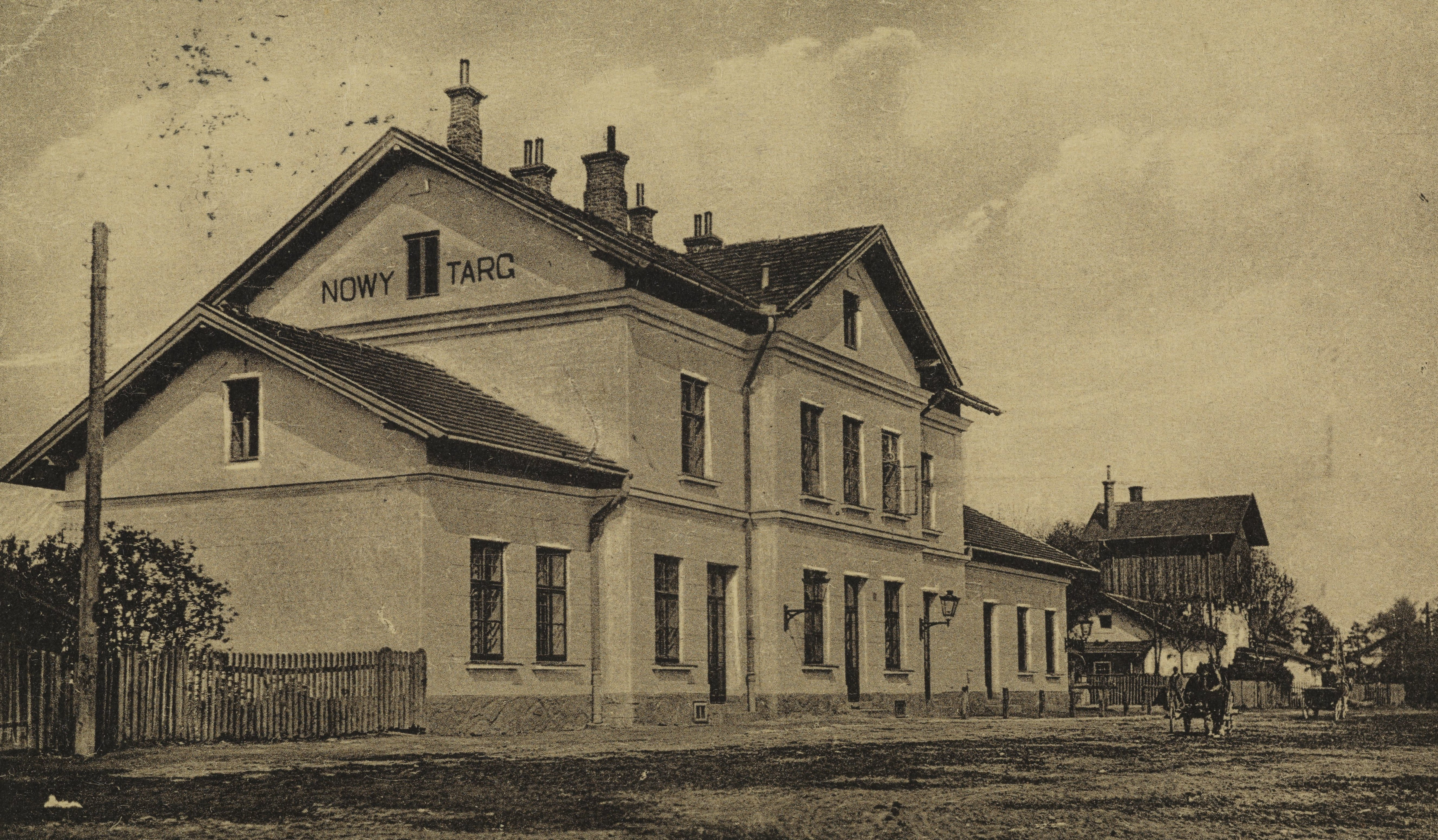
Dworzec około 1927–1936

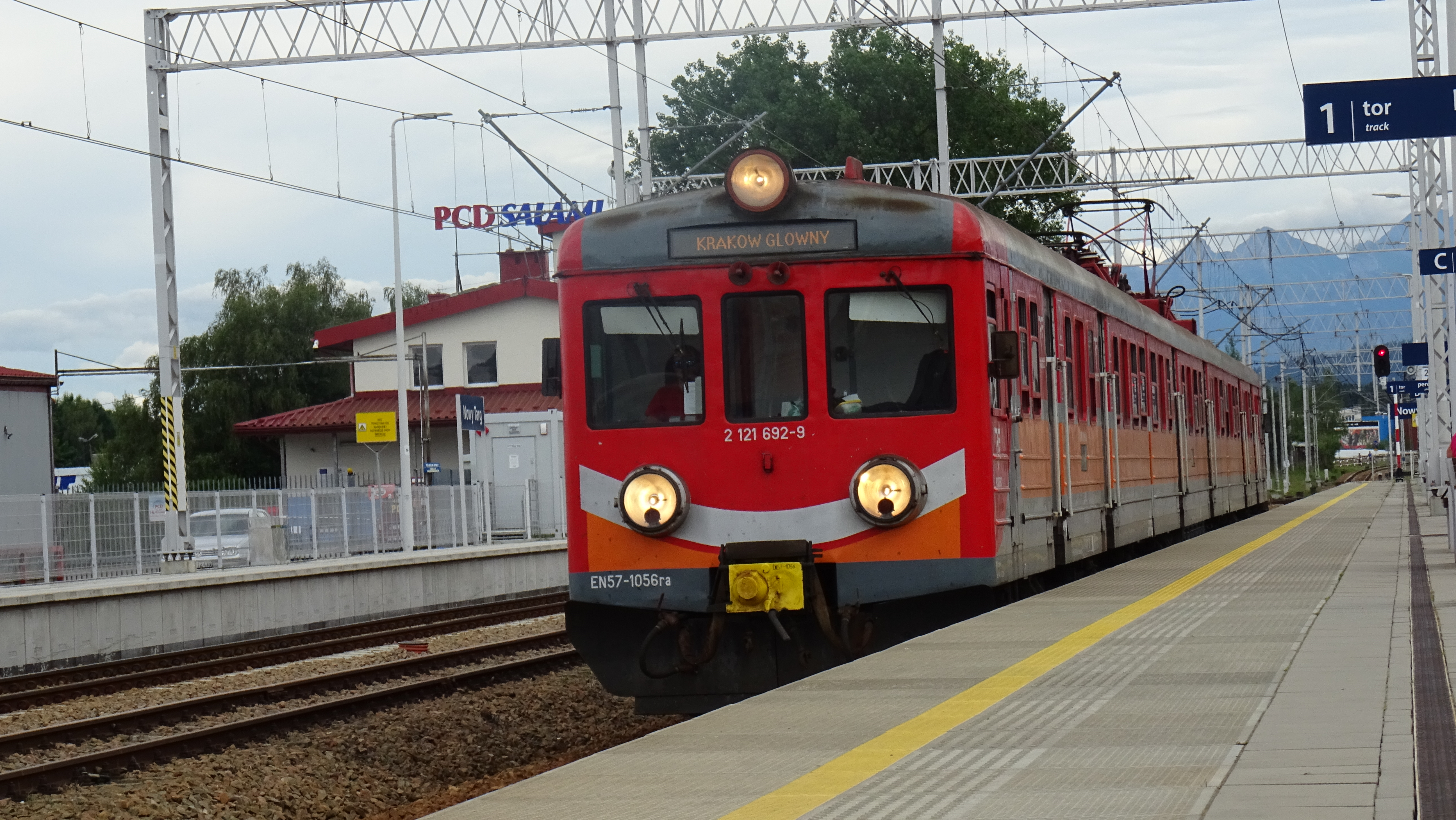
Pociąg relacji Zakopane-Kraków Główny wjeżdża na stację

Linia kolejowa do Zakopanego została otwarta 25 października 1899 roku. Szlak kolejowy do Suchej Góry został otwarty w dniu 1 lipca 1904 roku. W miejscowości została wybudowana parowozownia. Dodatkowo do nawadniania parowozów zbudowana została wieża ciśnień oraz żuraw wodny. Podczas elektryfikacji linii do Zakopanego wybudowano peron wyspowy. W 1987 roku pociągi pasażerskie do Nowego Targu Fabrycznego zostały zawieszone. W 1991 roku linia kolejowa do Podczerwonego została zlikwidowana. Na trasie dawnej linii kolejowej poprowadzono drogę rowerową z Nowego Targu do Trzciany.

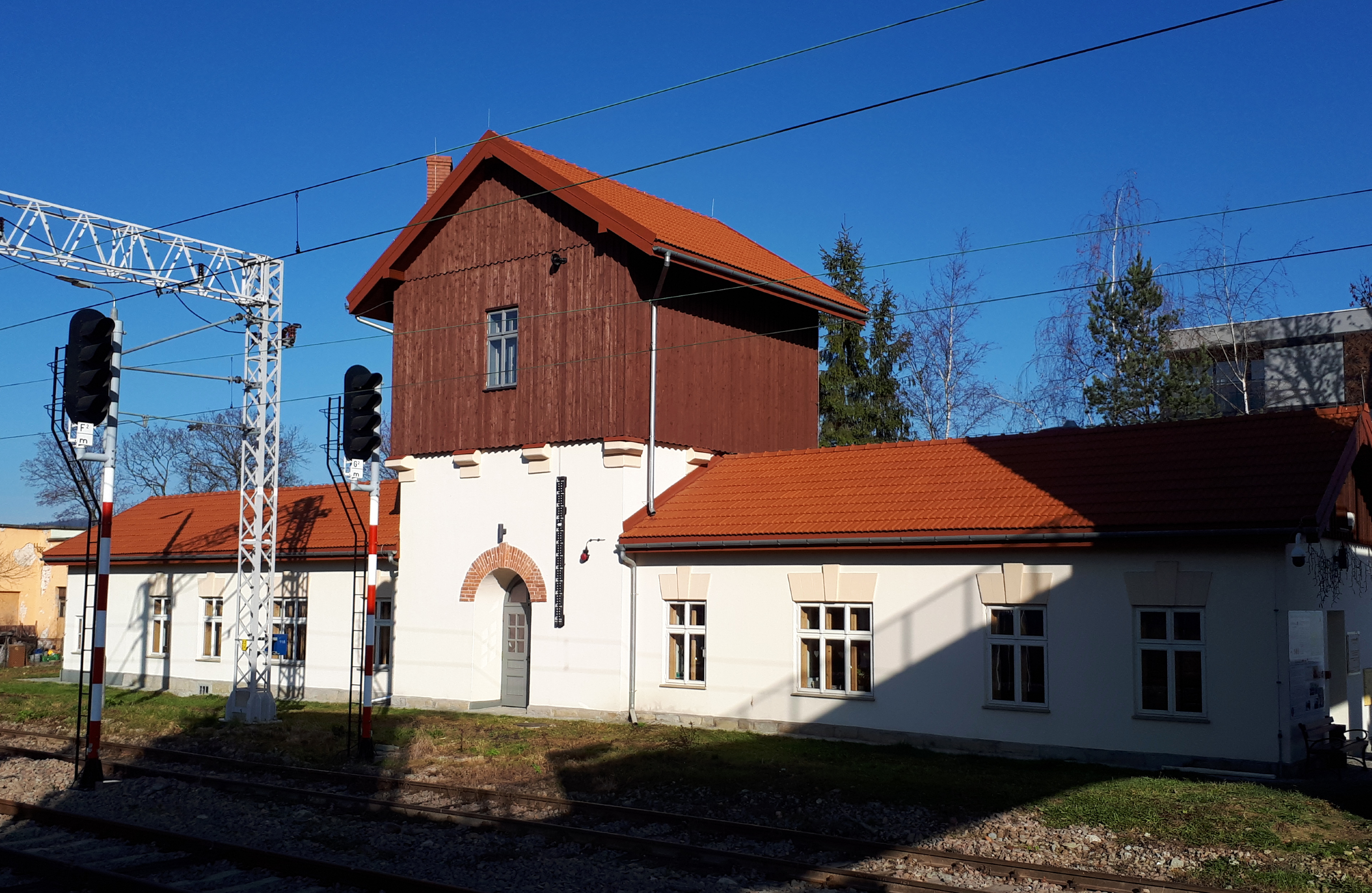
Wieża wodna